# Крушитель (Marvel Comics)
Крушитель (англ. Wrecker) — суперзлодей американских комиксов издательства Marvel Comics, созданный сценаристом Стэном Ли и художником Джеком Кирби, который впервые появился в комиксе The Mighty Thor #148 (январь, 1968). 
В прошлом Дирк Гартуэйт (англ. Dirk Garthwaite) был простым рабочим, который по ошибке получил сверхчеловеческую силу и волшебный лом от королевы норн Карниллы и встал на путь преступности. Потерпев поражение от руки Тора попал в тюрьму, где познакомился с Громобоем, Бульдозером и Забивальщиком и поделился с ними своей силой, после чего все четверо сформировали команду Крушители, одну из старейших команд суперзлодеев. В дальнейшем стали наёмниками и противостояли таким супергероям, как Халк, Мстители, Защитники, Люди Икс, Человек-паук, Фантастическая четвёрка и отряд Омега. Также Крушители оказывали содействие таким командам суперзлодеев, как Громовержцы и Повелители Зла.
С момента своего первого появления в комиксах персонаж фигурировал в других медиа по мотивам продукции Marvel Comics, включая мультсериалы и видеоигры.

## Вне комиксов

### Телевидение
- Впервые на телевидении Крушитель появляется в мультсериале «Супергеройский отряд» (2009) в эпизоде «Сверхлюдям свойственно ошибаться!», где его озвучил Чарли Адлер[11].
- Джейби Бланк озвучил Крушителя в мультсериале «Мстители: Величайшие герои Земли» (2010)[11].
- В мультсериале «Великий Человек-паук» (2012) Крушителя озвучил Джон Ди Маджо[11].
- Ди Маджо вновь озвучил Крушителя в мультсериале «Мстители, общий сбор!» (2013)[11].
- Первоначально в мультсериале «Халк и агенты У.Д.А.Р.» (2013) Крушителя озвучил Стивен Блум, однако затем его заменил Фред Таташор[11].
- В аниме «Мстители: Дисковые войны» (2014) Крушителя озвучил Такахиро Миякэ[11].

#### Кинематографическая вселенная Marvel
Крушитель появляется в сериале «Женщина-Халк: Адвокат» (2022), действие которого разворачивается в рамках «Кинематографической вселенной Marvel», где его сыграл Ник Гомес. Здесь он также возглавляет Крушителей, но вместе с тем состоит в рядах Интеллигенции. После неудачной попытки напасть на Дженнифер Уолтерс, Крушитель становится участником ретритного центра Эмиля Блонски «Летние сумерки». По словам режиссёра Кэт Койро, в сцене нападения на Дженнифер «исполняется желание любой женщины на свете», когда героиня даёт отпор напавшим на неё преступникам в тёмном переулке. 

### Видеоигры
- Крушитель является одним из мини-боссов игры Spider-Man (1995) для Sega Genesis. Изначально он также должен был присутствовать в версии для SNES.
- В игре Marvel: Ultimate Alliance (2006) Крушитель и другие члены его команды сражаются с протагонистами на одном из уровней. Также является сольным боссом Женщины-паук. В игре его озвучил Дэйв Виттенберг[11].
- Крушитель — один из мини-боссов игры Marvel Avengers Alliance (2012) для Facebook.